# 卢伊特波尔德摄政王号战列舰
卢伊特波尔德摄政王号战列舰是德意志帝国海军皇帝级战列舰的五号舰暨末舰，它于1910年10月在基尔的日耳曼尼亚船厂开始铺设龙骨，1912年2月17日下水，至1913年8月19日投入舰队服役。该舰在五座双联装炮塔中装备有十门305毫米50倍径速射炮，最高航速为21.7節（40.2每小時）。
卢伊特波尔德摄政王号在服役生涯的大部分时间都隶属于公海舰队的第三战列分舰队；自1916年12月起则被转编至第四战列分舰队。连同其姊妹舰皇帝号、腓特烈大帝号、皇后号和阿尔贝特国王号一起，卢伊特波尔德摄政王号参与了第一次世界大战期间的所有舰队主要行动，其中包括1916年5月31日至6月1日爆发的日德兰海战。该舰也出现在阿尔比恩行动中，于1917年10月对俄国控制的里加湾岛屿实施两栖攻击。而随后于1917年11月发生的第二次黑尔戈兰海战，卢伊特波尔德摄政王号亦有参与。
随着德国战败并于1918年11月签署了停战协定后，卢伊特波尔德摄政王号随公海舰队的大多数主力艦都被英国皇家海军扣押于斯卡帕湾。在协约国就《凡尔赛条约》的最终版本进行谈判期间，这些舰只均被解除武装并仅保留了基干船员。至1919年6月21日，即条约签署的前几天，海军少将路德维希·冯·罗伊特作为被扣押舰队的指挥官，下令全数凿沉己方舰队，以确保英国人无法强占舰只。卢伊特波尔德摄政王号残骸于1931年7月被打捞上岸，随后在1933年拆解。

## 设计

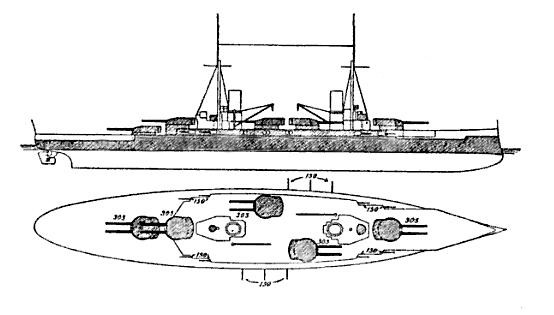
皇帝级布置略图，阴影部分为装甲保护区域

卢伊特波尔德摄政王号的全长为172.4米、舷宽29米、有9.1米的前吃水和8.8米的后吃水，满载排水量达到27000吨。标准船员编制为41名军官和1043名水兵。它使用两套帕森斯涡轮机作为动力装置，由14台燃煤锅炉供应蒸汽。不同于另外四艘姊妹舰，卢伊特波尔德摄政王号本计划在中心轴安装单台功率为12000锅炉马力的日耳曼尼亚六缸二冲程柴油发动机，但该设备在舰只完工时仍未交付。由于缺少一组动力装置，使得卢伊特波尔德摄政王号的速度较之于中心轴上装备了第三台涡轮机的姊妹舰略慢。其推进装置的最高速度为21.7節（40.2每小時）。全舰可贮存3600吨燃煤，这使其能够12節（22每小時）的速度续航7,900海里（14,600）。
舰只装备的主炮为分布在五座双联装炮塔中的十门305毫米50倍径速射炮。它摒弃了以往德式战列舰低效的六边形炮塔排列；取而代之的是五座炮塔中有三座被安装在中心线上，其中设于舰艉的两座是以超射布局排列。其余两座则以雁列式布局安装在舰舯，可同向进行侧舷齐射。副炮系统则包括十四门安装在舰舯炮廓内的150毫米45倍径速射炮、八门88毫米45倍径速射炮以及四门88毫米45倍径高射炮。此外，卢伊特波尔德摄政王号还武装有五具500毫米水下鱼雷发射管；其中舰艏一具，两边舷侧各两具。
卢伊特波尔德摄政王号受到克虏伯生产的渗碳装甲所保护，其主装甲带在中央堡垒上有350（14英寸）厚；主炮塔的正面和两侧则有300（12英寸）厚。司令塔的装甲厚度则更为殷实，两侧达到400（16英寸）。与同级的另外四艘舰一样，皇后号是在1916年的日德兰海战之后才加装了防鱼雷网。

## 服役历史
卢伊特波尔德摄政王号最初是以“奥丁代舰”（Ersatz Odin）作为合同代号进行订购，以替代过时的岸防舰奥丁号。它于1910年10月在基尔的日耳曼尼亚船厂开始进行龙骨架设，1912年2月17日完工并下水。在下水仪式上，由巴伐利亚公主特蕾泽主持为舰只命名；而路德维希三世作为巴伐利亚的末代国王，也是舰名出处——卢伊特波尔德摄政王之子，则在仪式上发表演说。接下来的舾装工序完成后，该舰于1913年8月19日投入公海舰队服役。卢伊特波尔德摄政王号配备了供分舰队司令使用的相应设施，并在入役后成为第三战列分舰队的旗舰。
完成海试后，卢伊特波尔德摄政王号立即参加了年度夏季演习，跟随舰队巡航前往挪威。演习从8月31日持续至9月9日。部队演练和单舰训练则分别于10月和11月进行。1914年初，卢伊特波尔德摄政王号还参加了额外的单舰和部队训练。年度的春季演习是在3月底于北海举行。随后的4月和5月又分别在波罗的海和北海举行了进一步的舰队操练。卢伊特波尔德摄政王号还参加了这一年的基尔赛船周。尽管6月28日发生的弗朗茨·斐迪南大公遇刺案使国际紧张局势日益升级，公海舰队还是于7月13日启动前往挪威的夏季巡航。在帝国海军和平时期的最后一次巡航中，舰队于7月25日进入挪威峡湾之前在斯卡恩附近进行了演习。翌日，由于奥匈帝国向塞尔维亚发出最后通牒，舰队开始驶回德国。27日，在返抵港口前，整支舰队在斯卡登角集结，并保持高度戒备状态。。第二天，奥匈帝国与塞尔维亚之间爆发了战争；在接下来的一周，几乎所有欧洲列强都加入了这场冲突。
1914年11月2日至3日，卢伊特波尔德摄政王号参加了公海舰队进入北海的第一次出击行动，但在行动中未能遇到英国军队。第二次行动随后发生于12月15－16日。根据公海舰队时任总司令、海军上将腓特烈·冯·英格诺尔的策略，他们将利用海军少将弗朗茲·馮·希佩爾麾下第一侦察集群的大巡洋舰袭扰英国沿岸城镇，以诱使英国大舰队抽调部分兵力迎击，进而被埋伏一旁的公海舰队主力歼灭。12月15日清晨，舰队离开港口突袭斯卡布罗、哈特尔浦及惠特比。当天傍晚，由十二艘无畏舰（包括卢伊特波尔德摄政王号及其四艘姊妹舰）连同八艘前无畏舰组成的德国战列舰编队，来到距离英国一个孤立分舰队的六艘战列舰约10海里（19）范围内。然而，与敌对驱逐舰之间在黑暗中进行的零星冲突使得英格诺尔确信自己面对的是整个大舰队主力。根据德皇威廉二世的命令，为避免不必要的冒险，英格诺尔中断了交战并将舰队撤回德国。
1915年1月23－29日，卢伊特波尔德摄政王号进入波罗的海参加分舰队训练。在演练的过程中，新式战列舰国王号成为第三分舰队的旗舰。第三分舰队司令、海军中将赖因哈德·舍尔于1月24日从卢伊特波尔德摄政王号上降下其将旗，并转移至国王号。由于在一个月前的多格滩海战中损失了布吕歇尔号大巡洋舰，德皇于遂2月2日解除英格诺尔上将的职务，并由海军上将胡戈·冯·波尔接替成为公海舰队新任总司令。波尔延续了前任扫荡北海以摧毁孤立英国编队的政策。4月24日，卢伊特波尔德摄政王号在威廉皇帝运河搁浅，但它得以自行松脱，没有造成重大伤害。在1915年的余下时间里，舰队展开了一系列深入北海的推进，其中在5月17－18日、5月29－30日、8月10日、9月11－12日以及10月23－24日的扫荡行动中，卢伊特波尔德摄政王号均有参与。从12月5日至20日，第三分舰队以另一轮波罗的海训练结束了这一年的活动。
波尔担任舰队总司令的任期很短；1916年1月，身患肝细胞癌的他无法继续再履行职责。其职务被海军上将赖因哈德·舍尔所取代。舍尔提出了一个更激进的策略，旨在与大舰队正面对抗；该策略于2月获得了德皇的批准。舍尔的首个行动是在3月5－7日，然而是次对霍夫登海域的扫荡无功而返。卢伊特波尔德摄政王号还于4月2－3日参加了至阿姆伦滩的推进。舰队的另一次出击则是4月21－22日。

### 日德兰海战

英国（蓝）及德国（红）舰队在1916年5月31－6月1日的调遣图

卢伊特波尔德摄政王号作为公海舰队的一份子参加了在1916年5月31日至6月1日爆发的日德兰海战。德国舰队再次试图吸引及牵扯大舰队的一部分，并在英国舰队主力可能报复之前将其摧毁。在行动中，卢伊特波尔德摄政王号是第三分舰队第六支队的第3艘舰以及全体战斗序列中的第7艘舰，直接位列皇后号之后和腓特烈大帝号之前。第六支队仅落后于领头的第五支队，后者由4艘国王级战列舰组成。8艘黑尔戈兰级和拿骚级战列舰分别组成第一战列分舰队的第一及第二支队，它们紧随第六支队；而殿后部队则由6艘年迈的前无畏舰组成的第二战列分舰队第三、第四支队担当。
在16:00前不久，第一侦察集群的大巡洋舰遇到了由戴维·贝蒂率领的第1战列巡洋分舰队，双方随即展开炮战，其中英国的不倦号在17:00过后、以及玛丽皇后号在不足一个半小时内均被摧毁。与此同时，德国的大巡洋舰为了将英国舰只引向公海舰队的主力而向南航行。至17:30，国王号作为领头的德国战列舰，发现己方第一侦察集群和敌方第1战巡分舰队接近。德国大巡洋舰旋即转向右舷，而英国舰只则向转向左舷。17时45分，舍尔下令向左转舵两点，以便让他的舰群靠近英国战列巡洋舰；一分钟后，即17:46，他下达了开火的命令。
卢伊特波尔德亲王号瞄准了其炮手能够辨别出的最近目标，即相距20400米的其中一艘狮级战列巡洋舰，尽管其射击未能中的。贝蒂的舰群加快了速度，并于17:51转向，进一步拉大了与第三分舰队战列舰的距离。18:08，卢伊特波尔德亲王号将火力转移至相距约19100米外的战列舰马来亚号，同样未能取得任何命中。至18:38，马来亚号消失在烟雾中，卢伊特波尔德亲王号被迫停火。英国驱逐舰涅斯托尔号和游牧民号则在早前的交战中被击伤，此时它们直接瘫痪在公海舰队前进的航道上。卢伊特波尔德亲王号及其三艘姊妹舰利用副炮摧毁了游牧民号，而第一分舰队的战列舰则负责攻击内斯特号。19:00左右，德国战列线与英国的第2轻巡洋分舰队接触，卢伊特波尔德亲王号于19:03以主炮向一艘不明身份的四囱巡洋舰发射了两轮齐射，但没有击中目标。
19:00刚过不久，德国的小巡洋舰威斯巴登号便被英国战列巡洋舰无敌号的炮火击至失效；身处国王号舰上的第三分舰队司令、海军少将保罗·贝恩克试图调遣其部队来保护受损的小巡洋舰。与此同时，英国的第3及第4轻巡洋分舰队开始对德国战列线发动鱼雷攻击；在推进至鱼雷射程范围的同时，它们也利用主炮围攻威斯巴登号。德国第三分舰队的8艘战列舰同时向英国的轻巡洋舰猛烈开火，但即便是其主炮的持续火力也无法击退对手的巡洋舰群。英国装甲巡洋舰防卫号、勇士号以及黑太子号先后加入了对瘫痪的威斯巴登号的围攻。19:14至19:17，几艘德国战列舰及大巡洋舰集中火力向防卫号和勇士号开炮。卢伊特波尔德亲王号没有向离它近得多的巡洋舰开火，而是与英国战列线中领头的战列舰交战，并发射了21轮齐射。炮手报告的射程范围是16000到17200米，但这是一个过高的估计，导致舰只的齐射全部错失其预定目标。
至20:00，舍尔命令德国战列线向东转向180度以脱离英国舰队。这次调动是在猛烈的炮火下进行，从而造成了德国舰队的混乱。皇后号由于过度靠近卢伊特波尔德摄政王号而被迫向右转舵，以避免碰撞。卢伊特波尔德摄政王号以高速赶到皇后号跟前，迫使后者暂时脱离队形。转向颠倒了德国战列线的序列；卢伊特波尔德摄政王号此时是队形中的倒数第8艘舰，领衔第三分舰队。至23:30左右，公海舰队完成夜间巡航编队的重组，皇后号成为第11艘舰，位居24艘主力舰的中部。
在领头的战列舰与英国驱逐舰进行了一系列的夜间交战后，公海舰队成功突破英国的轻型部队，并于6月1日凌晨4:00到达犄角礁。几小时后，德国舰队回到威廉港。第一战列分舰队负责在外围锚区组成防御阵位，而卢伊特波尔德摄政王号、皇帝号、皇后号和王储号则在威廉港的入口处戒备。其余的战列舰及大巡洋舰进入威廉港——那些仍然具备作战能力的舰只需要在内港进行补给。在战斗过程中，卢伊特波尔德摄政王号共发射了一百六九枚305口径炮和一百六十六枚150口径炮。它及其船员在战斗中毫发无损。

### 后续行动
8月初，卢伊特波尔德摄政王与仍具备作战条件的第三分舰队余部在波罗的海进行了支队训练。8月18日，舍尔计划重演日德兰计划，试图利用可供使用的两艘大巡洋舰毛奇号和冯·德坦恩号，在三艘无畏舰的支援下炮击桑德兰的沿岸城镇，进而引诱并摧毁贝蒂的战列巡洋舰。舰队余部，包括卢伊特波尔德摄政王号，则会跟随其后提供掩护。在行动中，卢伊特波尔德摄政王号还负责搭载U艇部队指挥官。在接近英国海岸时，舍尔收到了来自齐柏林飞艇关于英国部队在该地区出没的错误报告，进而掉头向北。结果炮击并未实施，至14:35，舍尔又收到了大舰队迫近的警告，他并不愿意在难分伯仲的日德兰海战后仅11周便又与整个大舰队交战，于是下令全体舰队撤回德国港口。
另一次舰队推进随后发生于10月18－20日，但同样在没有遇到任何英国部队的情况下结束。两周之后，即11月4日，卢伊特波尔德摄政王号又奉命参加了出征至丹麦西海岸的行动，对两艘在当地搁浅的U艇U-20号和U-30号提供协助。12月1日，公海舰队重组；4艘国王级战列舰连同新编入役的巴伐利亚号留在第三战列分舰队，而包括卢伊特波尔德摄政王号在内的5艘皇帝级舰只，则转移至新组建的第四战列分舰队。卢伊特波尔德摄政王号成为新分舰队的旗舰。1917年1月20日，该舰曾在威廉港锚区撞上钢锚链，导致右舷螺旋桨被缠绕。3月，腓特烈大帝号被新入役的战列舰巴登号取代为公海舰队旗舰；腓特烈大帝号反过来又取代卢伊特波尔德摄政王号担任第四分舰队的旗舰。随后，士气的逐步下降和对军粮的不满在舰队内部引发了一系列小规模骚乱。6月6日和7月19日，司炉兵们抗议他们得到的食物质量低下，至8月2日则有约800人绝食。舰上军官作出让步，同意成立一个可让水兵们在选择配给和筹备方面有发言权的膳食委员会（Menagekommission）。然而，仍有一位抗议活动的头目于9月5日被捕并处决。

### 阿尔比恩行动

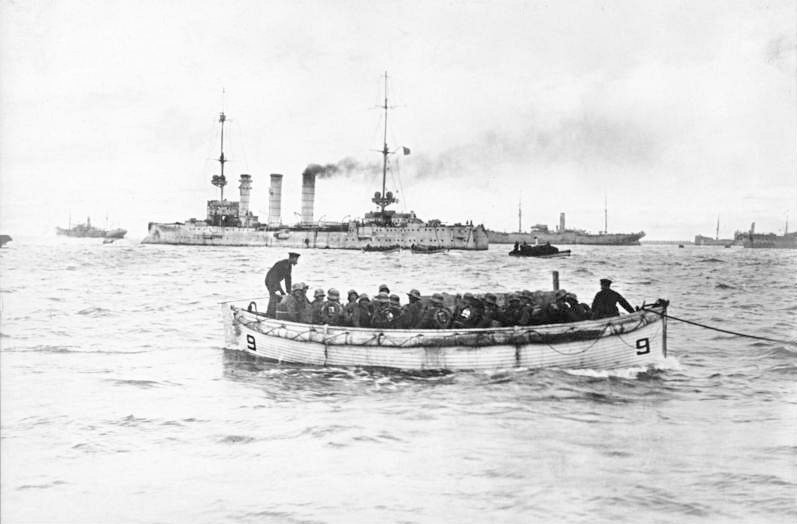
德军在萨马雷岛登陆（1917年10月）

1917年9月上旬，继德国攻克俄国港口里加后，德国海军决定驱逐仍残留在里加湾的俄国海军力量。为此目的，海军参谋本部的行动计划是夺取波罗的海岛屿萨雷马岛，尤其是夺取瑟尔韦半岛的俄国炮台。9月18日，一次海陆空联合进攻行动受命出发，以占领萨雷马岛及穆胡岛。海军的主要力量是由旗舰毛奇号、以及公海舰队的第三和第四战列分舰队组成的特遣队。连同九艘小巡洋舰、三支鱼雷舰区舰队和数十艘水雷艇，整个出战规模约为300艘舰船，并有超过100架飞机和6艘飞艇提供空中支援。共计约24600名官兵参与此次入侵。此时，第四战列分舰队已由海军中将威廉·蘇雄指挥。抗击德国的力量则包括原俄国的前无畏舰光荣号和太子号，装甲巡洋舰巴扬号、马卡罗夫将军号和狄安娜号，26艘驱逐舰，以及若干鱼雷艇和炮艇。而萨雷马岛的驻军人数约为14000人。
行动于10月12日清晨展开，当时毛奇号和第三分舰队在塔加拉赫湾与俄国舰艇交战，而卢伊特波尔德摄政王号和第四分舰队余部则攻击萨雷马岛南部瑟尔韦半岛上的岸基炮台。卢伊特波尔德摄政王号与皇帝号和皇后号一起，奉命在胡斯奥特（Hundsort）压制俄国炮火，因为后者令毛奇号饱受攻击。这些舰只于5:44开火，至7:45，俄军阵位已然哑火，德国的地面部队得以登陆。两天后，苏雄率卢伊特波尔德摄政王号、皇后号和腓特烈大帝号和一同离开塔加拉赫湾，以支援德国地面部队向瑟尔韦半岛推进。至10月20日，岛上的战斗逐渐平息，穆胡岛、萨雷马岛和希乌马岛均被德国人占领。而在前一天，海军部已下令停止海军行动，并要求无畏舰尽快返回公海舰队。24日，卢伊特波尔德摄政王号脱离特遣队，及后返回基尔。
抵达基尔后，卢伊特波尔德摄政王号进入旱坞进行定期维修，至12月21日出坞。然后它继续前往威廉港，重执在德意志湾的警戒值勤任务。1918年3月17日，该舰驶往波罗的海进行训练演习，并于次日在基尔外围遭到德夫林格号战列巡洋舰的意外碰撞。但事故没有造成严重损害。1918年4月23日，该舰也参与了驶往挪威的无果推进，其意图原是拦截在英国和挪威之间的一支严密护航船队，但德方的错误情报阻碍了德国人追上船队。回港后，卢伊特波尔德摄政王号又恢复了在德意志湾的警戒值勤。

### 结局

展示卢伊特波尔德摄政王号 (#17)的舰只凿沉图

1918年10月下旬，即停战协定签署前几天，卢伊特波尔德摄政王号及其四艘姊妹舰参加了最终舰队行动。行动的设想是公海舰队的骨干将由威廉港基地出动寻找大舰队决战。为了使德国在和平谈判中取得更好的议价地位，此时的公海舰队司令希佩尔和已升任海军元帅的舍尔意图不惜一切代价重创英国海军——尽管预期会有伤亡。然而，许多厌战的水兵却认为，这次行动将破坏和平进程并会延长战事。1918年10月29日，舰队受命离开威廉港，并在亚德湾锚地集结，计划于次日清晨起航。但从10月29日夜晚开始，图林根号战列舰船员首先发动叛变，并迅速蔓延至其它几艘战列舰。动荡局面最终迫使希佩尔和舍尔最终取消了这一行动。当得知情况后，德皇威廉二世悲哀的表示：“我已不再拥有海军”。
随着德国在1918年11月投降，公海舰队的大部分舰只在海军少将路德维希·冯·罗伊特的指挥下，被协约国扣押至斯卡帕湾的英国海军基地。在德国舰队离港之前，海军上将阿道夫·冯·特罗塔便明确向罗伊特表示，他不能允许协约国在任何条件下强占舰只。舰队先是与加迪夫号轻巡洋舰会合，再在由370艘英国、美国和法国军舰组成的大规模联队的监督下，开往斯卡帕湾。英国在扣押德国舰队后拆除了其舰炮的炮闩以防不轨，并将各舰的船员编制减少为200名基干官兵。
在落实凡尔赛条约的谈判过程中，舰队仍然维持拘押状态。罗伊特推断英国方面将在1919年6月21日，即谈判到期而无法达成协议的情况下会强行抢占德国军舰，却不知该期限已被延长至6月23日。为了防止这种情况，他决定第一时间凿沉己方舰只。6月21日上午，英国舰队离开斯卡帕湾进行训练演习；罗伊特于11:20向全体德国军舰下达了他的命令。与其它几艘舰只一样，卢伊特波尔德摄政王号于13:30完全颠覆沉没；该舰其后于1931年7月9日被打捞上岸，并于1933年在罗塞斯拆解。